# Spirolocammina
Spirolocammina es un género de foraminífero bentónico de la subfamilia Spirolocammininae, de la familia Sigmoilopsidae, de la superfamilia Rzehakinoidea, del suborden Schlumbergerinina y del orden Schlumbergerinida. Su especie tipo es Spirolocammina tenuis. Su rango cronoestratigráfico abarca el Holoceno.

## Discusión
Clasificaciones previas incluían Spirolocammina en la familia Rzehakinidae, de la superfamilia Rzehakinoidea, del suborden Textulariina del orden Textulariida o en el orden Lituolida. También ha sido incluido en el suborden Rzehakinina y en el orden Lituolida, aunque estos taxones han sido considerados sinónimos posteriores de Schlumbergerinina y Schlumbergerinida respectivamente.

## Clasificación
Spirolocammina incluye a las siguientes especies:
- Spirolocammina exigua
- Spirolocammina planula
- Spirolocammina tenuis